# Rådet för miljö

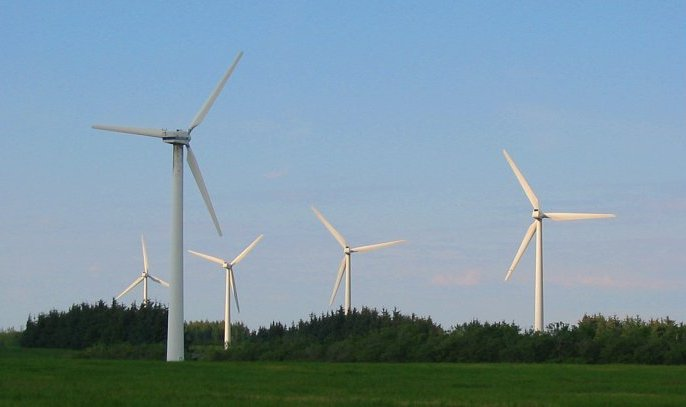
Konstellationen ansvarar bland annat för klimatpolitiken.

Rådet för miljö (engelska: Environment Council, ENVI), även känt som miljörådet och formellt rådet (miljö), är en av konstellationerna inom Europeiska unionens råd med ansvar för att lagstifta och fatta andra beslut som rör unionens miljöpolitik. Det sammanträder i regel fyra gånger om året och består vanligtvis av medlemsstaternas miljöministrar. Europeiska kommissionen företräds av olika kommissionsledamöter beroende på vilken sakfråga som diskuteras.
Ordförande är den rådsmedlem som företräder ordförandelandet. Konstellationen lagstiftar normalt i enlighet med det ordinarie lagstiftningsförfarandet. Arbetet inom rådet för miljö bereds av Ständiga representanternas kommitté (Coreper).
Förutom miljöpolitik ansvarar miljörådet även för unionens klimatpolitik. Detta sker dock i samarbete med rådet för allmänna frågor, rådet för utrikes frågor, rådet för ekonomiska och finansiella frågor samt Europeiska rådet beroende på vilken karaktär beslutet som ska fattas har. Till exempel är Europeiska rådet medverkande i frågor som kräver diskussion på stats- eller regeringschefsnivå, medan rådet för utrikes frågor är medverkande i frågor som rör förbindelserna med tredjeländer.
Beslut som fattas inom miljöpolitiken måste, enligt unionsrätten, beakta skillnaderna mellan de olika geografiska delarna av unionen och bygga på försiktighetsprincipen.